# Megastomatohyla
Megastomatohyla ist eine Gattung aus der Familie der Laubfrösche (Hylidae). Sie kommt im zentralen Mexiko vor.

## Beschreibung
Die Gattung Megastomatohyla wurde im Jahr 2005 nach molekularbiologischen Untersuchungen aus der Gattung Hyla ausgegliedert. Sie ist hauptsächlich durch verschiedene genetische Differenzierungen von anderen Gattungen abgegrenzt. Eine mögliche morphologische Synapomorphie des Taxons ist das stark vergrößerte Mundfeld der Kaulquappen, welches 7 bis 10 Oberlippen- und 10 bis 11 Unterlippenzahnreihen enthält.

## Vorkommen
Das Gebiet, in dem die Gattung vorkommt, umfasst die Wolken- und Nebelwälder der mexikanischen Bundesstaaten Veracruz und Oaxaca.

## Systematik
Die Gattung Megastomatohyla wurde 2005 durch Faivovich et al. erstbeschrieben. Die Typusart ist Megastomatohyla mixe, sie wurde ursprünglich als Hyla mixe von William Edward Duellman im Jahr 1965 beschrieben.
Alle 4 derzeit in die Gattung Megastomatohyla gestellten Arten gehörten früher der Gattung Hyla an.
Stand: 10. August 2022
- Megastomatohyla mixe (Duellman, 1965)
- Megastomatohyla mixomaculata (Taylor, 1950)
- Megastomatohyla nubicola (Duellman, 1964)
- Megastomatohyla pellita (Duellman, 1968)